# Gonomyia (Leiponeura) acanthomelana
Gonomyia (Leiponeura) acanthomelana is een tweevleugelige uit de familie steltmuggen (Limoniidae). De soort komt voor in het Neotropisch gebied.